# اللجنة الأولمبية الفلسطينية
اللجنة الأولمبية الفلسطينية هي اللجنة الأولمبية الوطنية في فلسطين. وقد تم الاعتراف بفلسطين عضوا في المجلس الأولمبي الآسيوي (OCA) عام 1986، واللجنة الأولمبية الدولية (IOC) منذ عام 1995.

## التأسيس
اسس نهيل مبروك: رئيس سباقات المضمار والميدان الاتحاد الفلسطيني، اللجنة الأولمبية الفلسطينية لأول مرة في عام 1969.
وقد قبلت اللجنة الاولمبية الفلسطينية في الأتحاد الأولمبي الآسيوي كعضو مؤقت في عام 1986. وقد احتج على القرار إسرائيل، الذي رفض عضوية لنفس اللجنة في عام 1982. وقرار يسمح للجنة الاولمبية الفلسطينية للمشاركة في الآسيوية ألعاب. كان ياسر عرفات هو زعيم منظمة التحرير الفلسطينية، وأيضا رئيس اللجنة الأولمبية الفلسطينية في تلك الأيام.
ومثلت فلسطين لأول مرة في دورة الألعاب الأولمبية الدولية في دورة الألعاب الاولمبية الصيفية عام 1996.